# П'ятра (Кокорештій-Колц, Прахова)
П'ятра (рум. Piatra) — село у повіті Прахова в Румунії. Входить до складу комуни Кокорештій-Колц.
Село розташоване на відстані 46 км на північ від Бухареста, 13 км на південний захід від Плоєшті, 94 км на південь від Брашова.

## Населення
За даними перепису населення 2002 року у селі проживала 171 особа, усі — румуни. Усі жителі села рідною мовою назвали румунську.